# O Esquadrão
O Esquadrão (em inglês: The Squad. Ou em irlandês: An Dáréag; também chamados de Doze Apóstolos) foi uma unidade especial do Exército Republicano Irlandês (IRA). O grupo, que era liderado por Michael Collins, lutava contra o Reino Unido, usando táticas de guerrilha, infiltração e assassinato.